# Bofe (Surinam)
Bofe es una pequeña localidad en la zona norte del distrito de Sipaliwini en Surinam. Se encuentra ubicada a unos 100 km al suroeste de Paramaribo, sobre el río Saramacca, y a unos 40 km al oeste del extremo norte del Embalse de Brokopondo.